# أوستين دايموند
أوستين دايموند (بالإنجليزية: Austin Diamond)‏ (10 يوليو 1874 في المملكة المتحدة - 5 أغسطس 1966 في أستراليا) هو لاعب كريكت أسترالي. لعب مع فريق جنوب ويلز الجديد للكريكت ‏.

## وصلات خارجية
- أوستين دايموند على موقع إي آس بي آن كريك إنفو (الإنجليزية)